# Кошачья древесница
Кошачья древесница (лат. Leptopelis flavomaculatus) — вид бесхвостых земноводных семейства пискуньи. Латинское название происходит от лат. flavus — «жёлтый» и macula — «пятнистый», что указывает на жёлтые пятна, присутствующие на спинах большинства молодых особей.

## Распространение
Мозамбик к северу от реки Саве, восточный Зимбабве, Малави, восточная Танзания и прибрежная Кения.

## Описание
Это лягушки среднего размера: самцы 44—50 мм, самки 60—70 мм в длину. Морда короткая, широкая. Верхняя губа жёлтая, нижняя — беловатая. Радужная оболочка золотистая.
Существуют две цветовые формы. Молодые особи и некоторые взрослые самцы ярко-зелёные с жёлтыми пятнами. Взрослые самки и некоторые взрослые самцы серо-коричневые с более тёмным треугольником, направленным закруглённой вершиной вперёд. Под глазами тёмная полоса, закрывающая барабанную перепонку. Ярко-белые пятна отчётливо видны на пятках и локтях особей зелёной формы, но менее заметны в серо-коричневой. Голос самцов похож на стук со своеобразным тембром.
Внешне очень напоминают танзанийских древесниц, но в отличие от них перепонки между пальцами менее развиты и не доходят до последних фаланг. Также у кошачьих древесниц не такая изогнутая спина.

## Образ жизни
Обитают в достаточно сухих полулистопадных лесах среди саванн на равнинах, но также встречается в низинных и горных лесах на высотах до 1600 м над уровнем моря. В вечнозелёных влажных лесных массивах горных систем отсутствуют. Часто живут вдоль ручьёв, на открытых пространствах не выживают. Активны ночью. Питаются насекомыми и другими беспозвоночными.

## Размножение
О размножении известно очень мало. Самцы призывают самок, взобравшись на растительность на высоту 3—4 м над землёй или из норы на земле. Предполагается, что яйца лежат в норах около воды, и считается, что личинки вылупляются и развиваются в воде.